# Rheotanytarsus acerbus
Rheotanytarsus acerbus är en tvåvingeart som först beskrevs av Oskar Augustus Johannsen 1932.  Rheotanytarsus acerbus ingår i släktet Rheotanytarsus och familjen fjädermyggor. Inga underarter finns listade i Catalogue of Life.